# Шака Зулу
Шака каСензангакона (зул. Shaka kaSenzangakhona) (око 1787 — 22. септембар 1828), познат и као Шака Зулу, био је један од најутицајнијих владара Зулу краљевства. Ујединио је Зулу племена и њихове подгрупе и започео са стварањем нације која се простирала великом територијом јужне Африке између река Фонголо и Мзимкјулу. О његовој војничкој вештини и уништавању непријатеља се нашироко говорило. Сматран је војним генијем због својих војних реформи и иновација, иако неки историчари заузимају ограничен став и другачији поглед на његова достигнућа. Било како било, његова државничка вештина и успех у асимилацији неких суседних племена га чине једним од највећих поглавица Зулу племена.

## Историја и легат
У време своје смрти, Шака је владао над 250.000 људи од којих је могао да скупи више од 50.000 ратника. Његова десетогодишња владавина је резултовала са више од 2 милиона мртвих, углавном због сталних упада које су Зулу радили околним племенима. Међутим, садашње процене о броју мртвих се не слажу са некадашњим делом и због тога што је у то време дошло до масовних племенских миграција како би побегли од његових армија.
Шака је вероватно био први син поглавице Сензангакона и Нанди, кћерке Бебеа, претходног поглавице племена Еланџини, и рођен је близу данашњег Мелмота (покрајина Квазулу-Натал). Верује се да је зачет ван брака негде између 1781. и 1787. Нека предања говоре да је био зачет без очевог знања и да га се отац зато и одрекао и прогнао зато што је био ванбрачно дете. Друга предања говоре да су се Шакини родитељи венчали по обичајима и да је Шака сасвим сигурно провео своје детињство у очевим насељима. Забележено је да је из неких од тих насеља био регрутован у ибуто лемпи (једна од група узраста) (“војска је била организована и подељена по узрастима војника”). Током младости, Шака је служио као ратник под командом локалног поглавице Дингисваја и његовом клану Мтетва, којима су Зулу у то време плаћали данак.
Дингисвајо је основао емДлатшени иНтанга (група узраста), у којој је Шака био ратник, а та група је била део изиКве пука. Шака је служио као ратник у Мтетва клану око десет година, и истакао је се својом храброшћу, иако није, по легенди, достигао велику позицију или чин. И сам Дингисвајо, је био протеран после неуспешног покушаја да збаци и протера свог оца и зато је заједно са неким групама у региону (Мабхјуду, Дламини, Мекхајз, Кваб и Ндвандве), од којих су многи били принуђени да насилно одговоре због све већег одвођења људи у ропство са територије јужног Мозамбика радио на развијању новог система војне и друштвене организације, посебно ибута, што у преводу значи “пук”; била је то тачније врста банде која је била формирана по узрастима људи али је користила боље разрађене војне тактике али ипак то није било ништа ексклузивно. Већина битака пре овог времена се водила како би се решили спорови, али са појавом импија (борбена јединица) из корена је промењен начин ратовања, оно је постало је ствар сезонских напада, политике а не самог покоља. Од нарочите важности је био однос који су Шака и Дингисвајо међу собом имали.
Шака је ретко дозвољавао Европљанима да улазе на просторе Зулу нације. Х. Ф. Фин, познат од раније по свом извештају о Шаки Зулу, обезбедио је једном приликом медицинску помоћ краљу после битке. Како би показао своју захвалност, Шака је дозволио европским насељеницима да уђу и оперишу по Зулу краљевству. Ово је отворило врата за будуће Британске упаде у Зулу краљевство који нису били тако мирољубивог типа. Шака је свакако начинио покушаје да разуме европски начин живота.
Европљани су, међутим, уложили мало напора да разумију Шаку. Краљ Зулуа је током своје владавине одржавао мистериозно али јако присуство и у Зулу краљевству и у европским колонијама на његовим територијама. Оно је омогућило почетак Зулу револуције, која је за разлику од европских револуција, које су биле базиране на индивидуализму или на слободи грађана, била базирана на идеалима који су били свесрдно афрички и који још увек нису били разумљиви европском уму тог времена.
После Сензангаконове смрти, Дингисвајо је помогао Шаки да порази свог брата и преузме вођство (негде око 1816). Шака је наставио са даљим побољшавањем ибуто система који су користили Дингисвајо и остали, а уз подршку Мтетва клана током неколико наредних година, склопио је савезе са својим мањим суседима, како би се заједно суочили са све већом претњом коју су представљали Ндвандве који су напредовали са севера. Испочетка Зулу маневри су били дефанзивно офанзивног карактера али је Шака преферирао да интервенише или да врши притисак дипломатски, праћен са одређеним атентатима. Промене које је касније примењивао на локалном становништву су биле базиране на већ успостављеним структурама и биле су и социјалне и пропагандне колико су биле и војне природе; али десио се и један низ битака, како јасно говоре и сами Зулу извори.
Дингисваја је касније убио Звиде, моћни поглавица Ндвандве (Никсумало) клана. Шака је на себе узео да освети Дингисвајову смр. У једној ситуацији Звиде је једва успео да побегне од Шаке, иако су тачни детаљи што се тиче тога непознати. У том истом сусрету Звидеву мајку, (Сангому - на Зулу језику пророчица или шаман) је убио Шака. Шака је одабрао прилично језив и бруталан начин да се освети на Звидевој мајци, закључао ју је у кућу и убацио шакале или хијене унутра. Животиње су је прождрале, а следећег јутра Шака је запалио кућу до темеља. Иако је се осветио на Звидевој мајци, Шака је и даље желео да убије Звидеа. Ова двојица великих војсковођа се нису срели све до 1825, близини реке Фонголе, што ће бити и њихов последњи сусрет. Река Фонгола се налази близу данашње границе покрајине Квазулу-Натал која се налази у Јужноафричкој Републици. У овој бици је победу однео Шака који је, међутим, претрпео велике губитке у људству и изгубио свог главног војног команданта, Амгабхозија Овела Ентабенија.
У раним годинама своје владавине, Шака није имао ни снаге (моћи) ни угледа да присили некога јачег да му се придружи, зато је био принуђен да почне да склапа савезе са мањим групама, и радио је то под Дингисвајовим окриљем све док га није убио Звиде. Од тог тренутка, Шака је кренуо на југ преко реке Тугела, и основао је свој главни град Булавајо на територији Кваб племена. Шака се никад више није вратио у своју стару домовину (традиционалну Зулу домовину). Шака је се можда, умешао у тада постојећи проблем око избора новог поглавице Кваб племена како би његов фаворит, Нкето дошао на власт, Нкето је после доласка на место поглавице владао као Шакин представник или опуномоћеник.
Како је Шака постајао поштованији у свом народу, са све већом лакоћом је могао да шири своје идеје и замисли. Пошто је имао богату војничку прошлост, Шака је учио Зулуе да је најбржи и најефективнији начин да се постане моћан јесте да се освоје и ставе под контролу остала племена. Његова учења су увелико утицала на промену друштвеног уређења Зулу народа. Зулу племе је ускоро развило „ратничку“ мисао, што је олакшало Шаки оснивање и стварање његових армија.
Шакина хегемонија је углавном била базирана на војној моћи, смртити ривале а њихове остатке асимиловати и уклопити у његову армију. То је радио са мешавином дипломатије и патроната, инкорпоришући пријатељски настројене поглавице, укључујући Зиландлоа и племе Мекхајз, Џобеа и племе Ситхоле и Матубејна и његово племе Тјули. Зулу никад нису морали да ратују и покоре ове народе јер за то није било потребе. Шака их је придобио тако што им је давао привилегован статус а и награђивао их по заслугама. Племе Кваб, на пример, је почело да изнова ствара свој родослов како би створили утисак да су Кваб и Зулу били блиско повезани у прошлости – корисна фикција. На овај начин створен је већи простор за разумевање кохезије, али никад није довршен и никад није заживео, као што су то грађански ратови касније доказаливали.
Сигуџана (Шакин полубрат) је убијен, а сама побуна је прошла релативно мирно и Зулу су је мирно прихватили. Шака је и после преузимања власти и даље признавао Дингисваја и његов већи Мтетва клан као надмоћнији али неколико година после Шакиног преузимања власти, Дингисваја је из заседе напао и убио Звиде са својим Ндвандве кланом. Не постоје апсолутно никакви докази који би сугерисали да је Шака издао Дингисваја. И само Зулу племе је било принуђено да се повлачи испред неколико упада Ндвандве клана, што доказује да је Ндвандве клан био најагресивнија групација у под-региону.
Шака је успео да формира савез са обезглављеним Мтетва кланом и такође је успео да се наметне Кваб племену, после Факатвајовог збацивања са престола. Уз подршку Кваб, Хлуби и Мекхајз племена, Шака је коначно могао да састави војску која је била велика и способна да се одупре Ндвандве клану. Историчари као Доналд Морис (Прање копаља) наводе да је Шакина прва велика битка против Звидеа и његовог Ндвандве клана била “Битка код Гокли Хила”, на реци Мфолози. Шакине трупе су успеле да задрже своје позиције на гребену брда. Непријатељски фронтални напад није успео да разбије редове Шакине војске па је Номаланџана одлучио да концентрише све своје снаге у једну тачку. Шакине тактичке способности су сада дошле до изражаја - наредио својим резервним снагама да сиђу са две стране брда и тиме је успео да окружи и уништи непријатељску колону. Међутим и Шакина војска је претрпела велике губитке и зато није могла да зада непријатељу одлучујући пораз тако да су се снаге Ндвандве клана повукле на север. Иако је током битке и Шакина војска претрпела велике губитке, Шакине војне иновације су биле доказане. Зулу су највероватније током година, унапредили своје тактике окруживања.
Још једна одлучујућа битка се одиграла на реци Млатуз, на ушћу са Мвузане реком. У дводневној бици, Зулу су нанели још један одлучујући пораз њиховим непријатељима. Шака је онда повео свеже трупе неких 70 mi (110 km) до Звидеовог краљевског крала (утврђења) „краал – буквално преведено значи место где су затворена говеда што се у овом случају може превести као утврђење“ и уништио га. Сам Звиде је побегао са шачицом следбеника а касније је био жртва преваре коју је извела поглаварка Мџанџи, владарка баПеди клана. Звиде је убрзо после тога умр под мистериозним околностима. Шакин генерал Шошангане је кренуо даље на север на просторе данашњег Мозамбика како би нанео губитке мање агресивним противницима и окористио се могућношћу које је нудило ропство, тако са су Португалски трговци морали да плаћају данак Шаки. Шака је касније у 1826 морао да се носи са Звидевим сином Сикјунајеном.

## Смрт и наслеђе
Изгледа да су Шакина полубраћа, Дингане и Млангана, начинили најмање два покушаја да убију Шаку пре него што су и успели у својој намери, при чијем извршењу су имали подршку Мпондо елемената и неких незадовољних изиЈендане народа. Док су Британски колонисти сматрали његов режим будућом претњом, тешко је доказати тврдње да су бели трговци желели његову смрт, зато што је Шака пре своје смрти издао концесије и дозволе белцима да се населе на просторима Зулу краљевства а посебно на простору Порт Натала (данашњи Дурбан). Шака је и међу својим народом створио довољно непријатеља који би убрзали његов пад. Његов пад је настао убрзо после пустошења у држави које је изазвао лично Шака са својим крајње себичним и чудним понашањем поводом смрти његове мајке Нанди. Према књизи Доналда Р. Мориса „Прање копаља“ и причи поглавице Мангосуту племена Бутелезија, Шака је био јако везан за своју мајку па га је њена смрт јако погодила те је за време периода жалости издао наредбу да се усеви не смеју сејати наредне године, забранио је употребу млека (млеко је тада било основа исхране Зулу народа), свака жена која би тада затруднела била би убијена заједно за супругом. Масакрирани су и људи који нису изгледали довољно „жалосни“ а и краве су поклане како би телад осетила како је то изгубити мајку.
Краља Зулуа су убила три атентатора 1828. године (највероватније у септембру), у тренутку када је скоро све расположиво Зулу људство било послано на север како би спровело још једну масовну чистку. Тиме је Шакино краљевско утврђење (крал) остављено са слабим обезбеђењем. То је било оно што је завереницима требало па су се Шакина полубраћа Дингане и Млангана, и командант војске Мбопа одлучили да делају. Мбопа је створио диверзију, а Дингане и Млангана су касније нанели фаталне ударце. Догађаји који су представљени у књизи и у филмском приказу поводом Шакиних предсмрних говора којима он упозорава људе на опасност од будућег европског империјализма највероватније нису истинити као и приче о импресивним погребним церемонијама. У стварности, Шакино мрво тело је бачено у празну јаму за чување жита, а јама је напуњена камењем и блатом. Тачно место где је закопано Шакино тело није познато. Историчар Доналд Морис тврди да се оно налази негде у Куперовој улици у граду Станџер, Јужноафричка Република.
Власт се сада налазила у рукама Шакиног полубрата Динганеа, који је како би осигурао своју позицију наредио да се спроведе велика чистка свих прошакиних елемената и поглавица, а чистка је трајала неколико година. Чистка је изазвала избијање грађанског рата. Дингане је владао неких дванаест година, током којих је се борио, нажалост катастрофално, против Вортрекера „Voortrekkers“ (холандски за пионири или буквални превод они који путују испред осталих). Такође се борио против још једног полубрата званог Мпанде, који је уз Бурску и Британску подршку, преузео вођство над Зулу краљевством 1840. године, и владао наредних 30 година. Касније у 19 веку, Зулу народ је постао један од ретких афричких народа који је успео да порази моћну Британску Армију (у бици код Исандлуане).

## Шакина друштвена и војна револуција
Неки ревизионисти сумњају у војне и друштвене иновације које се приписују Шаки, отворено тврдећи да су оне неистините, или да су оне створене под утицајем Европских колониста. Други се опет не слажу ни са једном ни са другом теоријом, и сматрају да је култура Зулу народа у коју су у то време били укључени и друга племена и кланови, садржала одређен број војних и друштвених различитости, које је Шака могао да искористи. Било да се ради о нападима, освајању или о успостављању његове хегемоније. Неке од ових пракса су приказане испод.

### Промена наоружања
Шака је био незадовољан са асегаијем „assegai - дуго копље које је бацано“, па је зато увео у употребу нову варијанту овог оружја, иклуву „iklwa - кратко копље за блиску борбу“, које је имало дуг и оштар врх који је подсећао на мач. Сматра се да је иклува добила назив по звуцима који су се чули приликом њеног пробадања и извлачења из тела. Шаки се такође признаје да је увео, у војну употребу већи, тежи штит направљен од кравље коже, и да је учио сваког ратника како да користи штит са леве стране тела и да у току борбе са њим заглави непријатељев штит који је био десно, тада би прса непријатељског војника била незаштићена и у том тренутку би се указала прилика за фатални убод копљем. Копље за бацање није било избачено из употребе него се користило за почетни напад на одстојању, али у блиској борби ту улогу је преузимало кратко копље.

### Већа покретљивост без сандала, стална вежба и форсирани маршеви
Приче да је Шака одбацио сандале како би очврснуо стопала својих ратника могу али не морају да буду тачне али примећено је и записано да су многи Зулу ратници били босоноги. (види. Доналд Морис „Прање копаља“ (енгл. The Washing of the Spears, Роберт Еџертон „Као лавови су се борили: Зулу рат и Последње Црначко царство у Јужној Африци“ (енгл. „Like Lions They Fought: The Zulu War and the Last Black Empire in South Africa“, Иан Најт „Анатомија Зулу армије“ (енгл. Anatomy of the Zulu Army). Имплементација је била директна. Они који су се противили да ходају без сандала били би убијени, тако да је ова пракса брзо концентрисала умове осталих ратника. Шака је јако често вежбао своје ратнике, у чију вежбу су били укључени присилни маршеви које су некад обухватали више од педесет миља дневно а ратници су га прелазили трчећим кораком и то преко врелог, каменитог терена. Такође је увежбавао ратнике да што боље изводе тактике окруживања.

### Добро организована логистичка подршка младих формација
Млади дечаци узраста од шест или више година су се придруживали Шакиним снагама као војници ученици (удиби) и имали су обавезу да разносе следовања, ствари као што су лончићи за храну и простирачи за спавање, додатно оружје све док се не буду придружили главним редовима. Сматра се да је ова врста подршке више користила при лаким снагама које су имале задатак да узму данак у говедима, женама или младим мушкарцима од суседих група. Било како било, концепт ових „лаких“ снага је у знаку питања. У то време Зулу ратне групе или импи када су били на мисији су се кретали брзо и са што мање терета, водећи говеда са собом за исхрану, и нису се оптерећавали са тешким оружјем и ранцима са залихама. Ова врста логистичке структуре је развијена као испомоћ таквим групама и било је лако подешавати према величини експедиција.

### Војни систем створен према групама узраста људи
Разне врсте групација базираних на узрастима људи си били уобичајени у Банту култури у то време, и данас дан играју важну улогу улогу у великом делу Афричког континента. Различите групе узраста су биле одговорне за различите задатке, од чувања логора, напасања и чувања стоке до извршавања одређених ритуала и церемонија. Шака је организовао различите узрасте људи у регименте (пукове), и распоредио их у посебне војне логоре (краалове), и свака регимента је имала различито име и ознаке. Региментални систем је несумњиво био заснован на постојећим племенским културним елементима који су могли бити прилагођени да одговарају експанзионистичком плану. Зато није било потребе да се Шака угледа на Европљане који су дошли из далека.

### Формација „Бивољи рогови“
Већина историчара тврде да је Шака развио чувену формацију „бивољи рогови“: Састојала се од три елемента:
1. „рогови“, су биле јединице које су коришћене да нападну непријатељске снаге са десног-левог бока, окруже и прикљеште непријатеља. „Рогови“ су били састављени од млађих, мање искусних, али брже покретних трупа.
2. „груди“, су биле главне јединице које су се налазиле у центру и нападале би центар непријатељских снага и наносиле им одлучујући удар „coup de grace“. „Груди“ су биле састављене од најбољих ратника који су чинили главне јединице.
3. „слабина“ су биле резервне јединице које су коришћене да гоне непријатеља или као појачање осталим јединицама где се укаже потреба. „Слабина“ је била састављена од старијих ветерана.

Координацију међу јединицама су спроводили регименталне изиндуне (поглавице или вође) који су комуницирали помоћу руку (сигнала) и помоћу курира. Начин међукомуникације је био јако једноставан, па су га и сами ратници у различитим ешалонима јако добро разумели.

### Организација и вођство Зулу снага
Војска је била подељена и организована у три нивоа: регименте (пукови), корпусе који су били сачињени од неколико регименти, и у „армије“ или веће формације, мада Зулу нису користили ове термине. Било која војна групација која је била на мисији се називала импи, било да се ради о ратној групи од 100 или о хорди од 10.000 ратника. Тачан број ратника у јединицама никад није био једнак (нпр. тачан број људи у регименти), него је он зависио од мноштва фактора укључујући и распореде ратника које је краљ начињавао или је зависио од броја ратника које су разни владари различитих кланова могли да сакупе и опреме. Регимента је могла да броји од 400 до 4000 ратника. Регименте су груписане у корпусе који су називани по имену краала „војног утврђења“ у коме су формиране, или понекад по имену доминантне регименте у краалу.

## Шакине методе против Европске технологије
Како су Зулуи јачали и ширили своју моћ постало је јасно да ће се морати сударити са Европљанима у деценијама после Шакине смрти. Европљани који су улазили у Шакино краљевство демонстрирали су краљу напредне технологије као што су ватрено оружје и предност писања, али је Зулу монарх остао скоро равнодушан. Није било потребе за забележавањем порука, због тога што је његовим гласницима (куририма) претила смрна казна ако пренесу нетачне вести или поруке. Ватрено оружје је импресионирало Шаку, али пошто је видео демонстрацију оружја које се тада пунило са врха цеви и за које би после испаљивања плотуна требало доста времена да се поново напуни, дошао је до закључка да за време док један стрелац напуни пушку био би преплављен његовим брзим ратницима који носе копље.
Први велики окршај против Европљана после Шакине смрти Зулуи су имали под вођством Динганеа, који се борио против Вортрекера покушавајући да спречи њихову експанзију из Кејпа. Почетне успехе Зулу дугују брзим изненадним нападима и заседама, али Вортрекери су се опоравили од пораза и нанели жесток пораз Зулуима из свог утврђења у бици на Крвавој реци. Други велики окршај је био против Британаца током 1879. године. Поново, већина Зулу успеха је лежала на њиховој мобилности, и могућности да маскирају своје снаге и брзо се приближе и нападну своје противнике када су њихове снаге у неповољном положају. Њихова велика победа у бици код Исандлуане је добро позната, али такође су присилили Британску колону на повлачење у бици код планине Хлобане, развијајући брзе регименте преко широке површине у неравним увалама док су Британци били у покрету.
Велике контроверзе и данас дан окружују карактер, методе и активности Зулуи краља. С војне тачке гледишта, угледни Британски ратни историчар Џон Киган бележи преувеличавања и митове који су окруживали Шаку, али ипак примећује:
„Коментатори су га звали Шака, Црни Наполеон, онај који је дозволио различита друштва и обичаје, то поређење је на месту. Шака је без сумње највећи командант којег је Африка родила.“

### Шака као стваралац револуционарног ратничког стила
Тврдње да је Шака променио начин ратовања у Африци, од ритуалног ратовања са минималним жртвама он је створио метод којим је са страшним покољима потчињавао своје непријатеље и даље су отворене за дискусију. Истина, његове војне кампање су остављале за собом огромно разарање а његови импи су наносили патњу и бол где год су били активни. Када се сагледа шира слика читавог региона, још неколико фактора се појави, укључујући европску експанзију из Кејпа, трговина робљем у Мозамбику, и низ пољопривредних притисака уобичајених за тај регион. У његову одбрану, јасно је да је Шакина војна експанзија проузроковала и „Мфекане - далекосежне последице које су за собом оставиле масовне миграције разних племена и народа који су се селили како би били ван домашаја Шакиних трупа а играле су важну улогу у обликовању подручја где је живео а и шире.
Као и сваки амбициозни хегемониста, Шака је наилазио на неслагање и отпор, али га то није спречавало у његовим активностима или плановима. Потребно је обратити пажњу док се истражују тврдње о Шакином револуционарним утицају(има), као и на ограничене тврдње ревизиониста, који никако не могу да сагледају Шакину позицију са другачијег гледишта, а не виде ни то да су племенске структуре и сама култура племена, обезбедиле Шаки више него довољно сировог материјала од којег је могао да оствари своје планове о хегемонији и експанзији, и још много осталих иновација за које му се дају заслуге.

## Шака у Зулу култури
Он је Шака непотресиви,
Громовник-док-седи, Мензијев син,
Он је птица која вреба друге птице,
Секира оштрија од свих осталих секира,
Он је брзи гонитељ, Ндебин син,
Онај који је гонио и сунце и месец.
Он је велика грдосија као Нкендлине стене,
Где се слонови склањају,
Кад се небо натмури...
— - Традиционална Зулу песма, на Енглески превео Езикил Мфалил
Шакин лик још увек буди интересе не само међу Зулу савременицима него и међу многима широм света који су се упознали са Зулу племеном и његовом историјом. Тренутно постоје тенденције да се он лионизује (обожавати); популарни филмови и остали медијски прикази о њему су урадили велики посао што се тиче тога. Али никако се не сме заборавити и друга страна Шакине личности која се манифестовала кроз пустошење и разарање које је начинио. Али без обзира на сва његова дела Зулу култура и даље дубоко поштује свог краља, као што се може приметити у горе написаној песми. Приметно је да ове врсте песама спадају међу најраспрострањеније облике поезије у Африци, а не односе се само на богове него и на људе, животиње, биљке и чак на градове.

## Мфекане
Како је Шакина војска постајала већа и ефикаснија то је више кланова инкорпорисано у Шакино краљевство, док су се нека друга племена селила како би била ван домашаја Шакиних импија. Последице које су за собом оставиле ове масовне миграције су добиле назив Мфекане (истребљење). Нека племена су се одселила (као што су Хлуби и Нгване) северно од Зулуа и можда су била принуђена да се селе под притиском Ндвандве клана, а не Зулуа. Нека племена су се пак одселила на југ (као што су Чуну и Тембе), иако нису патила под сталним војним упадима, него су то урадили из предострожности, и оставили су за собом много њихових сународника који су остали да живе у њиховој традиционалној домовини (земљи).
Међу најфасцинантнијим случајевима који су обележили Мфеканеа је случај Мзиликазија, Шакиног „генерала или поручника“, који се побунио против Шаке и сам после неколико судара против европљана (углавном Бура) освојио себи краљевство у Зимбабвеу. Такође је интересантан лик и дело Шакиног генерала Шошанганеа, који се такође отцепио од Шаке и проширио на просторе данашњег Мозамбика где је основао своје краљевство. Шака је без сумње био одлучан, способан вођа, најспособнији у своје време, и током последње четири године своје владавине се задовољио тиме што је послао неколико казнених експедиција.
Теорија Мфеканеа држи да је агресивна експанзија Шакиних армија проузроковала бруталну ланчану реакцију преко јужних делова Афричког континента, јер су се племена која су изгубила све окретала против својих суседа и улазила у смроносни циклус борби и освајања. Зато се према овој теорији мора прићи са пажњом, јер она у бити запоставља неколико других фактора као што су белачка експанзија у том делу Јужне Африке у то време. Постоје ревизиониране приче које бацају сумњу на читав концепт Мфеканеа и на његову теорију која приписује кривицу за читав процес миграције и разарања Зулуима. Те приче такође садрже један мекши приступ тој теорији који види Зулу експанзионизам као један од више фактора (ипак један од важнијих) који су утицали на разне поремећаје на тим просторима. Одличан пример традиционалног погледа на Мфекане је описао Џ. Д. Омер Купер у својој књизи „Последице после Зулуа“. (енгл. „The Zulu Aftermath“).
Може се са сигурношћу рећи да Шака није био афричка верзија Наполеона или Бернарда Монтгомерија и да је имао неки „велики план“. Био је лукав и умео је да манипулише околностима и приликама, обичајима и догађајима како би под тешким околностима направио Зулу нацију.

## Академска и остала истраживања у последњим годинама
Академска истраживања су у последњим годинама ревизирала погледе извора који се односе на Шакину владавину. Најстарије описе о Шаки су записали двојица белачких очевидаца који су били трговци-авантуристи и упознали су Шаку током последње четири године његове владавине. Натанијел Изакс је у својој књизи под именом „Путовања и Авантуре у Источној Африци“ (енгл. „Travels and Adventures in Eastern Africa“ коју је објавио 1836. године, описао Шаку као дегенерично и патолошко чудовиште и тај његов опис се иако у измењеним формама пренео до дана данашњег. Изаксу је у овоме помогао Хенри Францис Фин, чији је дневник (хрпа неуредних папира) приредио Џејмс Стјуарт 1950. године.
Иако су њихови описи сада дискредитовани могу се ублажити са великим бројем усмених прича о Шаки које је сакупио негде око 1900-их (иронично) исти Џејмс Стјуарт, и објавио их у 6 издања под именом „Архива Џејмса Стјуарта“ (енгл. „The James Stuart Archive“). Рад који је Стјуарт започео почетком 20. века наставио је Д. МкК. Малколм 1950. године. Ови и други извори као што су А. Т. Брајантов нам даје опис који више захвата Зулуе као целину. Најпопуларнији описи су базирани на новели Е. А Ритера „Шака Зулу“ (енгл. „Shaka Zulu“) објављене 1955. године. Ова новела је романтизовано књижевно дело створено само ради профита и уређено у нешто што личи на историјски опис. Рад Џона Рајта (професора историје на Универзитету у Квазулу-Наталу, Питермарицбургу), Џулијан Кобинг и Ден Вајли (Универзитет Родос, Грахамстан су били међу једним бројем писаца који су модификовали ове приче.
Разни савремени историчари који пишу о Шаки и Зулуима указују на то да су Финови и Изаксови описи Шакине владавине непоуздани и несигурни. Резултат помних истраживања разних извора у овом пољу је књига Доналда Мориса „Прање копаља“ (енгл. „The Washing of the Spears“ која је издата 1965. године и наводи да извори те историјске ере нису баш најбољи. Морис је се ипак користио и помагао огромним бројем извора, укључујући и Стјуарта и Брајантову огромну али некоректну књигу „Стара Времена у Зулуленду и Наталу“ (енгл. "Olden Times in Zululand and Natal") чији се материјал базира на четири деценије дугом и исцрпљујућем испитивању племенских извора. После истраживања ових извора и разматрања њихових предности (могућности тачног) и њихових слабости (могућности нетачног, претеривања или измишљеног), Морис углавном приписује Шаки велики број војних и друштвених иновација, и то је консензус на овом пољу.
Војни историчари који су се бавили истраживањем Зулу Рата се такође морају узети у разматрање јер су описивали борбене методе и тактике Зулуа, а то су били Иан Најт „Анатомија Зулу армије“ (енгл. „Anatomy of the Zulu Army“) и Роберт Еџертон „Као лавови су се борили: Зулу рат и Последње Црначко царство у Јужној Африци“ (енгл. „Like Lions They Fought: The Zulu War and the Last Black Empire in South Africa“). Уопштене приче о Јужној Африци су такође вредне укључујући приче Ноела Мостерта описане у његовој књизи „Границе“ (енгл. „Frontiers“) у којој су детаљно описани резултати експанзије Зулуа, Џ. Д. Омер Купер у својој књизи „Последице после Зулуа“ (енгл. „The Zulu Aftermath“), описује традиционални поглед на теорију Мфекане.